# José María Sánchez Casas
José María Sánchez Casas (Cádiz, 15 de mayo de 1942 - Córdoba, 28 de enero de 2001) fue un militante histórico del Partido Comunista de España (reconstituido) y de los Grupos de Resistencia Antifascista Primero de Octubre (GRAPO).

## Biografía
Participó en el Congreso Fundacional del PCE(r) en junio de 1975, donde fue elegido miembro del Comité Central. En julio de 1976 fue detenido y encarcelado. Tras ser puesto en libertad en 1978, se reincorporó a las tareas del II Congreso del PCE(r). No obstante, considerando que se le ponían dificultades para realizar su trabajo político, pasó a la clandestinidad fundando los Grupos de Resistencia Antifascista Primero de Octubre (GRAPO) junto a Pío Moa, Manuel Pérez Martínez y Fernando Hierro Chomón, entre otros.
En 1979 volvió a ser detenido en calidad de máximo responsable de una organización terrorista como eran los GRAPO, siendo condenado por la justicia por haber cometido varias ejecuciones políticas, entre ellos  por la muerte de nueve personas, que fallecieron en el atentado que llevó a cabo en la cafetería California 47 en Madrid, un sábado por la tarde, cuando la cafetería estaba llena de clientes que eran objetivo de la organización. Durante su estancia en prisión, llevó a cabo 18 huelgas de hambre. 
El 10 de abril de 1996 sufrió un infarto de miocardio por el que estuvo a punto de morir, padeciendo una cardiopatía grave como secuela. Debido a su frágil estado de salud, es puesto en libertad el 20 de julio de 1997. 
Tras su excarcelación vuelve a Cádiz, su ciudad natal, y se dedica al teatro y a la pintura. Llega a exponer sus dibujos en diferentes países y a ganar el primer premio internacional de cartel del Carnaval de Cádiz de 2001.
En octubre del año 2000 entra en estado crítico y es hospitalizado. El 28 de enero de 2001, muere en la UVI del Hospital de Córdoba, mientras esperaba un trasplante de corazón que nunca llegaría.

## Vida intelectual
Se dedicó a la dirección teatral, a la literatura y a la pintura. Fue director de los grupos Quimera (teatro popular) y La Tralla (teatro insurgente). Asimismo, dejó un legado de veinte obras de teatro, dos novelas inéditas de argumento social (Noveno círculo y La Maraña), dos mil dibujos, ciento cincuenta pinturas y una gran cantidad de guiones para radio y televisión.